# Systenoplacis waruii
Systenoplacis waruii là một loài nhện trong họ Zodariidae.
Loài này thuộc chi Systenoplacis. Systenoplacis waruii được Rudy Jocqué miêu tả năm 2009.